# Шершнёвское водохранилище
Шершнёвское водохрани́лище (кр. Шершни) — искусственный водоём, созданный в 1963—1969 годах на реке Миасс на территории города Челябинска и Сосновского района Челябинской области России между посёлками Бутаки и Шершни.
Шершнёвское водохранилище используется как основной источник водоснабжения города Челябинска, а также его городов-спутников: Копейска, Коркино, Еманжелинска. Шершнёвское водохранилище используются в каскадном режиме с расположенным выше по течению Аргазинским водохранилищем.

## Основные характеристики

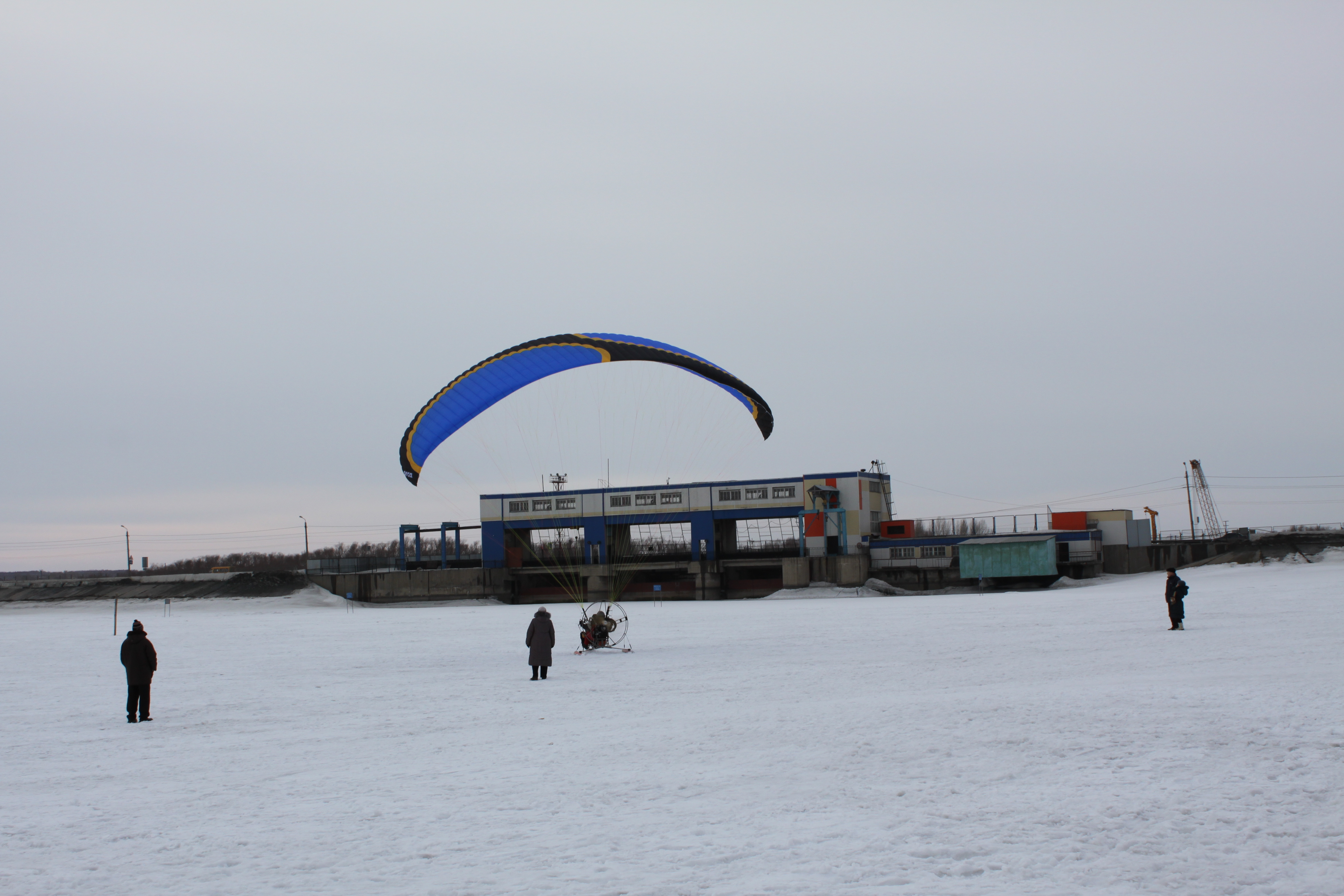
Створ плотины Шершневского водохранилища со стороны зеркала водоёма

Длина водохранилища 18 км, ширина: наибольшая 4 км, средняя 1,6 км, площадь водного зеркала 39 км², объём воды 176 млн м³, глубина: максимальная 14 м, средняя 4,5 м, площадь водосбора 5460 км². Минерализация воды — до 400—500 мг/л. Грунты дна — илы, пески, затопленные луговые и чернозёмные почвы.

## История
Строительство началось в начале 1960-х годов. Заполнение водой происходило в 1965—1969 годах. При заполнений под водой остались территории Митрофановского совхоза (п. Митрофановка), посёлков Кисели, Черняки, Михайловка, части территории посёлков Сосновка, Смолино, Бутаки, в общей сложности под водой оказалось 2959 гектаров сельскохозяйственных земель (из них 959 га пахотных земель, 2000 га сенокосных угодий), 300 га леса.

## Береговая линия
Береговая линия Шершневского водохранилища в целом имеет плавные очертания, имея равнинный микрорельеф берегов. Вдоль восточного берега слабо изрезана, с юга и запада характеризуются холмистой местностью с обрывистыми берегами с исчерченной береговой линией, имеются заводи.
Грунт вдоль берега на 2 м от уреза воды представляет собой суглинок практически на всём протяжении берега. В воде наблюдаются илистые наносы, местами — песок, камни. Место впадения реки Серазак отделено искусственной насыпью из валуна, гравия, гальки и песка.
Растительность прибрежной полосы представлена в основном различными видами ив, берёзой, клёном, ивой, тополем. Кустарники наиболее разнообразно и обильно представлены в районе восточного берега (местами плотно — шиповник, ива, бузина чёрная и акация — разбросано).

## Антропогенная нагрузка
Шершневское водохранилище активно используется людьми, хозяйственные постройки, пастбища, сады и огороды зачастую доходят до уреза воды. Вдоль берегов водохранилища расположено в общей сложности 8 коллективных садов. Вокруг водохранилища на расстоянии от 50 до 200 м проложена местами асфальтированная, но, в основном, грунтовая дорога.
На берегах водохранилища ведётся застройка индивидуальных жилых домов, зачастую без центральной канализации и индивидуальной системы очистки (кроме реки Серазак обнаружено 15 локальных несанкционированных мест сбросов стоков различного происхождения).
Восточный берег (в особенности, его северная часть, граничащая с Городским бором) используется как место массового отдыха горожан. На Восточном берегу расположена часть Советского района города Челябинска, поселки АМЗ и Сосновка. Восточный берег частично входит в границы города Челябинска. Западный берег находятся вне территориальных границ города Челябинска, где расположен п. Западный.
По состоянию на 2012 год, вода Шершнёвского водохранилища у города Челябинска оценивалась как 3 класс разряд «б» («очень загрязнённая»), а к 2017 году как 3 «а» («загрязнённая»).